# میرزا محمدعلی صدرالممالک خراسانی
میرزا محمدعلی صدرالممالک خراسانی از رجال ایران در دوران نادرشاه بود.
میرزا محمدعلی نوه دختری علامه مجلسی بود. او در دوران شاه سلطان حسین به عنوان سفیر ایران به دهلی رفت. پس از فتح هندوستان به دستور نادرشاه به ایران بازگشت و در دربار او منصب صدرالممالکی یافت. در مراسم تاج‌گذاری نادر که در سال ۱۱۴۸ قمری در دشت مغان اتفاق افتاد، میرزا محمدعلی به دست خود تاج بر سر نادرشاه گذاشت. مدتی بعد از جانب شاه به عنوان سفیر به دربار عثمانی فرستاده شد. پس از قتل نادرشاه از سیاست کناره گرفت و به یزد رفت. دو خانواده «نواب» و «صدر» (صدرالعلما) در شهر یزد از نوادگان او بودند.